# 数学猜想列表
这是一個數學猜想列表。

## 已被证明的
- 费马猜想
- 康威－诺顿猜想（英语：Monstrous moonshine）
- 魏依猜想（英语：weil conjectures）
- 几何化猜想
- 庞加莱猜想
- 卡塔兰猜想
- 谷山-志村猜想
- 天使问题
- 法伊特-湯普森定理
- 怪兽月光理论
- ε-猜想
- 四色猜想
- 弱哥德巴赫猜想
- 漢娜·諾伊曼猜想
- 克卜勒猜想
- 卡迪森－辛格問題

## 已知不成立的
- 欧拉猜想
- 默滕斯猜想

## 尚未被证明或证否的
- Abc猜想（望月新一自称已证明）
- 吾鄉-朱加猜想
- 贝赫和斯维讷通-戴尔猜想
- 布羅卡猜想
- 考拉兹猜想
- 克拉梅爾猜想
- 歐德斯-史特勞斯猜想
- 吉爾布雷斯猜想
- 哥德巴赫猜想
- 希爾伯特-史密斯猜想
- 霍奇猜想
- 不变子空间问题
- 雅可比猜想
- 勒穆瓦纳猜想
- 梅森猜想
- 佩特森圖
- 卡塔蘭猜想
- 黎曼猜想
  - 广义黎曼猜想
  - 希尔伯特-波利亚猜想
- 哈代-李特尔伍德第二猜想
- 孪生素数猜想
- 阿廷原根猜想
- 阿廷L函數猜想（英语：Artin L-function）
- 新梅森猜想
- 最大素数差猜想
- CTO颱風猜想